# Klein baardmos
Het klein baardmos (Usnea esperantiana) is een korstmos behorend tot de familie Parmeliaceae. Het leeft op schors, soms hout en zelden op rots. Voornamelijk komt hij voor op eik (Quercus), den (Pinus) en diverse struiken.

## Kenmerken
Het thallus heeft een diameter 4 tot 6 cm. Het oppervlak is grijsgroen, aan de basis niet zwartgeblakerd. Het heeft zeer forse soralen (poeders), die de takken laten lijken op 'skeletachtige vingers', kronkelige, dikke poederstompen. Isidia zijn afwezig. 
Het heeft de volgende kleurreacties: C–, K+ (geel->rood), KC–, Pd+ (oranje-rood).

## Verspreiding
Het klein baardmos komt in Nederland zeer zeldzaam voor. Het staat op de rode lijst in de categorie 'Bedreigd'.